# بيير دويم
بيير دويم (بالفرنسية: Pierre Duhem) هو عالم فرنسي عاش في الفترة ما بين 9 حزيران/يونيو 1861 -14 أيلول/سبتمبر 1916.
يعد بيير دويم فيلسوفاً اختص في مجال فلسفة العلوم، إذ أنه أيضاً فيزيائي ورياضياتي ومؤرخ للعلوم. اشتهر دويم بأبحاثه في مدى لاحتمية الشروط التجريبية، كما أنه درس التطور العلمي في العصور الوسطى، كما اشتهر أيضاً بكونه من أنصار مذهب الذرائعية. لبيير دويم إنجازات أخرى في مجال جريان الموائع والمرونة والديناميكا الحرارية.

## روابط خارجية
- بيير دويم على موقع الموسوعة البريطانية (الإنجليزية)